# Jan Herna
Jan Herna, Th.Dipl. (25. dubna 1943 Praha – 26. ledna 2020) byl český politik, hasič a skaut, zakládající člen České strany národně socialistické. Byl členem generální rady mezinárodní nevládní organizace Řádu křižovníků s červeným srdcem – cyriaků.

## Životopis
Jan Herna absolvoval základní vzdělání v 29. osmileté základní škole v Praze 6, dnešní ZŠ Emy Destinové. V roce 1960 se vyučil instalatérem. V letech 1957 až 1960 vedl dětské požárnické oddíly a dělal instruktora požární ochrany pro mládež. Od roku 1961 do roku 1962 pracoval jako požárník z povolání u Veřejného požárního útvaru Kladno (dnes Hasičský záchranný sbor Středočeského kraje).
V roce 1965 absolvoval Ženijně technické učiliště v Bratislavě, kde také získal středoškolské odborné vzdělání v oboru strojním. Téhož roku byl jmenován poručíkem ženijního vojska s profesí strojař, pyrotechnik. Sloužil u ženijní brigády v Litoměřicích jako velitel čety zemních strojů, zástupce velitele roty pro technické věci a náčelník požární ochrany posádky. V této funkci se mimo jiné zúčastnil se svými vojáky hašení požáru v Severočeských chemických závodech v Lovosicích. Na jaře roku 1968 se stal členem Junáka, střediska v Roudnici nad Labem – smečky vlčat, jejímž vůdcem byl bratr Josef Vaic. V dubnu 1970 úspěšně složil vůdcovské zkoušky a stal se junáckým vůdcem chlapeckého kmene. Po zrušení Junáka se v roce 1971 stal vedoucím turistického oddílu Světlušky v Roudnici nad Labem, který vedl do roku 1978. V roce 1971 ukončil službu důstojníka z povolání a stal důstojníkem kriminální služby v Praze 8 a od roku 1972 do roku 1975 v okrese Litoměřice, kde měl na starosti ochranu památkových objektů. V sedmdesátých letech byl členem Českého esperantského svazu a učitelem esperanta pro mládež. V letech 1975 – 1977 a 1984 dělal řidiče z povolání u ČSAD. Mezi roky 1977 až 1982 byl příslušníkem vězeňské služby, kde dosáhl funkce zástupce velitele strážní směny a velitele referentů režimu ve vazebních věznicích. V roce 1985 dělal topiče a dozorce výtahů u Domovní správy v Roudnici nad Labem. Od roku 1986 pracoval u Lidového bytového družstva v Praze jako řidič, později jako vedoucí dopravy a nakonec vedoucí provozu Ústředních dílen, skladů a autodopravy. Od roku 1989 mu bylo obnoveno členství v Junáku, kde se aktivně podílel na činnosti organizace jako vůdce smečky vlčat v 24. středisku Junáka v Praze 8 – Kobylisích až do roku 1995. Poté se stal členem Old skautů (kmen dospělých) Nibowaka-Gill, 35. střediska Junáka, svazu skautů a skautek Jaroslava Rady, nositele zlatého Junáckého kříže in memoriam, v Praze 10 – Strašnicích. Od jara 2010 byl výchovným zpravodajem kmene dospělých okresu Praha 10. V roce 1995 absolvoval Pravoslavnou bohosloveckou školu v Praze, kde získal titul diplomovaného teologa (Th. Dipl.). Od roku 1996 obnovil svoji duchovní činnost z mládí a do smrti vykonával službu lektora v římskokatolické farnosti Jemnice na Vysočině. Studoval Teologický kurz v brněnském biskupství.
Po ukončení členství v České straně národně socialistické začal spolupracovat na obnovení, Josefem II. zrušeného, Řádu křižovníků s červeným srdcem – cyriaků. Tento řád byl obnoven a registrován v prosinci 2011 jako mezinárodní nevládní organizace. V posledních letech byl kastelánem zámku Jemnice, kde řád provozoval vojenské muzeum se zaměřením na 1. československý armádní sbor v SSSR, ženy v armádě a československé piloty v britském královském letectvu.
Byl členem Amnesty International a České genealogické a heraldické společnosti.

## Politika
V roce 1989 vstoupil do Československé demokratické iniciativy, která se stala součástí Občanského fóra. Zde zastával funkci člena branné a bezpečnostní komise, předsedy Městské rady a člena ústřední rady. Roku 1996 vstoupil do České strany národně sociální. Stal se spoluzakladatelem staronové České strany národně socialistické, která se roku 2005 vytvořila převážně ze členů zadlužené strany národně sociální. Nyní zastává funkci předsedy Oblastní organizace Praha střed České strany národně socialistické. V roce 2010 se stal jejím místopředsedou. Při celostátní konferenci strany vystoupil a od té doby nebyl členem žádné strany.

## Vyznamenání
- Bronzová a stříbrná plaketa MUDr. Jana Jánského Za dar krve, za záchranu života
- Zlatá medaile MUDr. Jana Jánského Za dar krve, za záchranu života
- Stříbrná hvězda Mezinárodního řádu Křižovníků s červeným srdcem
- Medaile Skautská služba pro Vysočinu